# Klein Kasteeltje

Zicht op een gevel van het Klein Kasteeltje

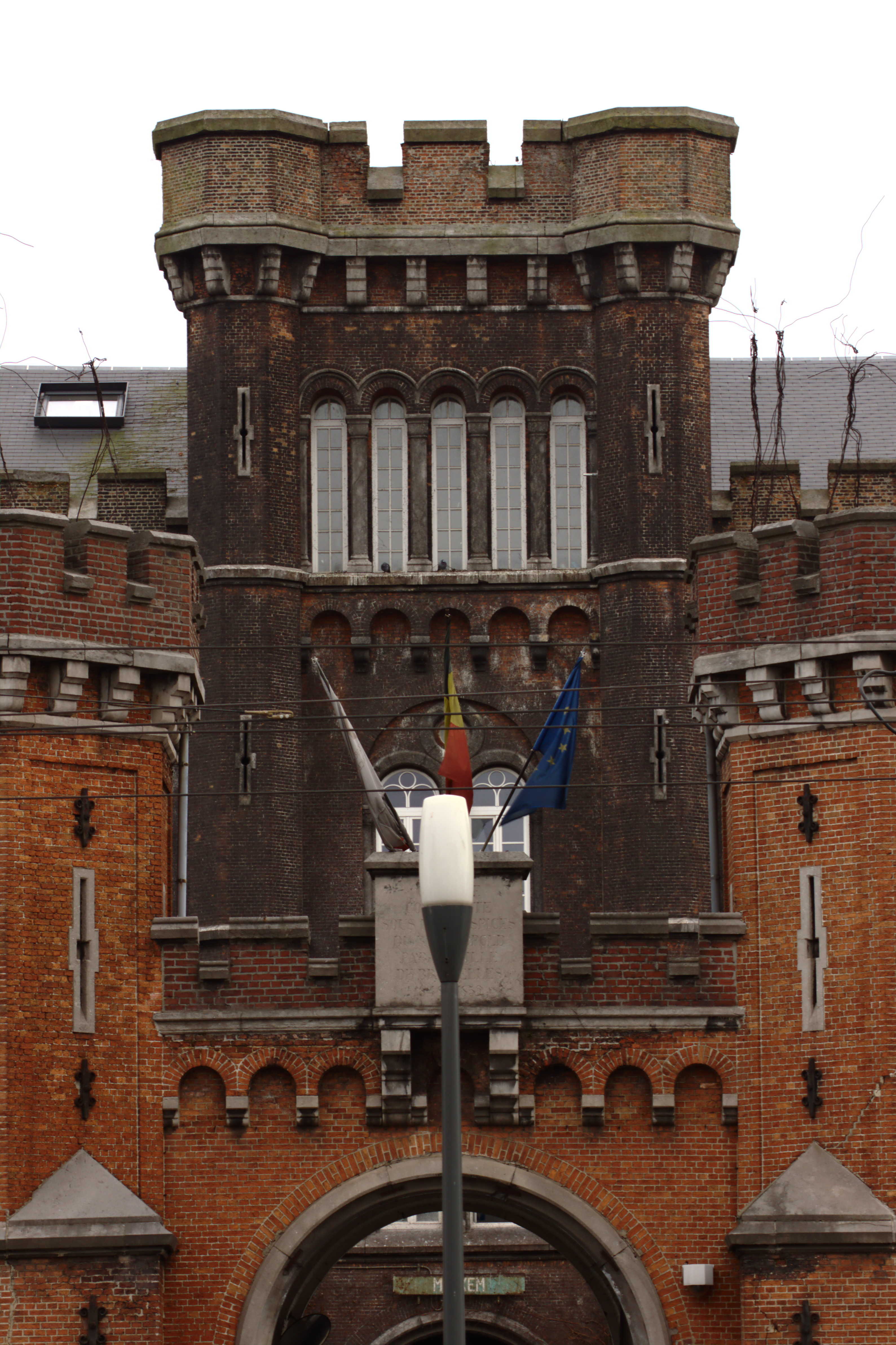
toegangspoort

Het Klein Kasteeltje (Frans: Petit-Château) is een gebouw in de Belgische hoofdstad Brussel, in de wijk "De Kaaien", gelegen aan de oude haven aan het Zeekanaal Brussel-Schelde. Het ontleent zijn naam aan het grote herenhuis uit 1560 dat door water was omringd. Sinds 1775 is het een kazerne. 
Oorspronkelijk, bij de 'opening' in 1853, was het gebouw een kazerne van de grenadiers en de karabiniers. Het stond aan de rand van Brussel, strategisch gericht naar Sint-Jans-Molenbeek aan de overkant van het kanaal, waar een industriële zone was. De militairen konden ingezet worden tegen sociale onlusten.

Na de Tweede Wereldoorlog werd het gebouw gebruikt als interneringscentrum waar collaborateurs werden opgesloten. In 1948 werden er ook tijdelijk mijnwerkers ondergebracht uit Italië, Polen,... voor hun repatriëring.
Vanaf 1951 deed de kazerne dienst als plaats waar alle Belgen met dienstplicht een eerste onderzoek ondergingen (de zogenaamde "drie dagen", later werd dit slechts één dag).
Sinds november 1986 wordt het gebouw door Fedasil gebruikt als opvangcentrum voor asielzoekers. Het is tevens het oudste en grootste opvangcentrum van België. De federale regering wil het opvangcentrum echter sluiten omdat het gebouw te oud is en omdat de asielzoekers overdag in de buurt rondhangen in de hoop zwartwerk aangeboden te krijgen. De regering wil het Klein Kasteeltje beschikbaar maken voor stadsontwikkeling in het kader van een herwaardering van de buurt.